# Spoorlijn Mülheim-Heißen - Altendorf
De spoorlijn Mülheim-Heißen - Altendorf was een Duitse spoorlijn en was als spoorlijn 2180 onder beheer van DB Netze.

## Geschiedenis
Het traject werd door de Rheinischen Eisenbahn-Gesellschaft in fases geopend.
- Heißen - Rüttenscheid: 1 augustus 1872
- Rüttenscheid - Steele Süd: 15 augustus 1878
- Steele Süd - Altendorf: 21 januari 1879

Na het opblazen van de Ruhrbrug bij Altendorf aan het eind van de Tweede Wereldoorlog is er geen doorgaand treinverkeer meer mogelijk geweest. De rest van de lijn is tot 1965 in gebruik geweest voor personenverkeer en uiteindelijk in 2001 volledig gesloten.

## Aansluitingen
In de volgende plaatsen is of was er een aansluiting op de volgende spoorlijnen:
Mülheim-Heißen
DB 2181, spoorlijn tussen Mülheim-Heißen en Essen West
DB 2505, spoorlijn tussen Krefeld en Bochum
Altendorf
DB 2400, spoorlijn tussen Düsseldorf en Hagen